# Shujalpur
Shujalpur é uma cidade e um município no distrito de Shajapur, no estado indiano de Madhya Pradesh.

## Geografia
Shujalpur está localizada a 23° 24′ N, 76° 43′ L. Tem uma altitude média de 448 metros (1 469 pés).

## Demografia
Segundo o censo de 2001, Shujalpur tinha uma população de 42 465 habitantes. Os indivíduos do sexo masculino constituem 52% da população e os do sexo feminino 48%. Shujalpur tem uma taxa de literacia de 69%, superior à média nacional de 59,5%: a literacia no sexo masculino é de 76% e no sexo feminino é de 61%. Em Shujalpur, 16% da população está abaixo dos 6 anos de idade.